# Lilla Amboln
Lilla Amboln är en sjö i Färgelanda kommun i Dalsland och ingår i Örekilsälvens huvudavrinningsområde. Lilla Amboln ligger i Kroppefjäll Natura 2000-område.